# Callaphididae
Famille
Les Callaphididae sont une famille d'insectes de l'ordre des hémiptères.

## Systématique
La famille des Callaphididae a été créée en 1952 par l'entomologiste allemand Carl Börner (1880-1953).
Selon The Taxonomicon (5 novembre 2022) cette famille est obsolète et remplacée par la sous-famille des Drepanosiphinae Herrich-Schäffer, 1857.
Selon Paleobiology Database (5 novembre 2022) cette famille est obsolète et remplacée par la tribu des Calaphidini Oestlund (d), 1919. 

## Liste des genres
Selon GBIF (5 novembre 2022) :
- Bacillaphis Quednau, 1954
- Dataiphis Linnaeus, 1995
- Macropodaphis Renaudière & Davatchi, 1959
- Procalaphis Quednau 1954
- Stenaphis Quednau 1954
- Synthripaphis Quednau, 1954